# Wein, Weib und Gesang
Wein, Weib und Gesang, Op. 333 (tiếng Việt: Rượu vang, phụ nữ và bài hát) là bản waltz của nhà soạn nhạc nổi tiếng người Áo Johann Strauss II. Đây là một bản waltz mang tính chất thánh ca trong một khuôn mẫu quen thuộc, tuy nhiên chúng ta hiện nay ít nghe phiên bản này. Tiêu đề của bản waltz rất thú vị, nó xuất phát từ một câu châm ngôn: "Người nào khi yêu mà không có rượu vang, phụ nữ và bài hát thì người đó dại khờ cả đời". Sinh thời, nhà cách tân opera Richard Wagner rất ưa thích bản waltz này.

waltz 1